# Martin Perscheid
Ne doit pas être confondu avec Perscheid.
Martin Perscheid (né le 16 février 1966 à Wesseling où il est mort le 31 juillet 2021) est un dessinateur humoristique allemand qui publie gags et comic strips dans la presse de son pays depuis 1994.

## Distinction
- 2002 : Prix Max et Moritz du meilleur comic strip allemand pour Perscheids Abgründe